# Cerasophila
Cerasophila is een monotypisch geslacht van zangvogels uit de familie buulbuuls (Pycnonotidae). De enige soort:
- Cerasophila thompsoni (Binghams buulbuul)